# Paweł Orda
Paweł Orda herbu własnego Orda – strażnik piński w 1793 roku, poseł powiatu pińskiego na sejm grodzieński (1793).